# Зімянін Михайло Васильович
Михайло Васильович Зімянін (Зимянин) (біл. Міхаіл Васілевіч Зімянін; 21 листопада 1914 року, місто Вітебськ, тепер Білорусь — 1 травня 1995 року, місто Москва) — радянський партійний діяч, Герой Соціалістичної Праці, секретар ЦК КПРС (1976—1987), Надзвичайний і Повноважний посол СРСР. Депутат Ради Національностей Верховної Ради СРСР 2—3 і 7—11 скликань від РРФСР. Член ЦК КПРС (1952—1956 і 1966—1989). Член Центральної Ревізійної Комісії КПРС (1956—1966).

## Життєпис
Народився у Вітебську в родині робітника-залізничника. У 1929 році переїхав до міста Ленінграда, де розпочав трудову діяльність кондуктором на залізниці. Потім працював робітником паровозоремонтного депо станцій Ленінград і Вітебськ-товарний.
З 1931 року працював у редакції газети «Колгоспник Білорусі» у місті Мінську.
У 1934 році закінчив екстерном Вітебський педагогічний технікум. У 1934—1936 роках працював вчителем і директором неповної середньої школи у Вєтковському районі Гомельської області. Навчався заочно в Могильовському педагогічному інституті.
У 1936—1938 роках служив у лавах Червоної Армії. Після демобілізації поступив на 4-й курс Могильовського педагогічного інституту.
З 1939 року член ВКП(б).
У 1939 році закінчив Могильовський педагогічний інститут.
У 1939 році — секретар, 1-й Могильовського міського комітету ЛКСМ Білорусі. У 1939—1940 роках — 1-й Могильовського обласного комітету ЛКСМ Білорусі.
7 жовтня 1940 — червень 1946 року — 1-й секретар ЦК ЛКСМ Білорусі. З початком німецько-радянської війни займався створенням комсомольського підпілля і формуванням підпільних комсомольських органів. Як член Північно-Західної оперативної групи ЦК КП(б) Білорусі вів роботу з розгортання підпільної і партизанської боротьби в Білорусі.
У 1946—1947 роках — 2-й секретар Гомельського обласного комітету КП(б) Білорусі. У 1947 році працював міністром освіти Білоруської РСР.
6 червня 1947 — 15 лютого 1949 року — секретар ЦК КП(б) Білорусі з кадрів.
19 лютого 1949 — 27 червня 1953 року — 2-й секретар ЦК КП(б) Білорусі.
12 червня 1953 року Президія ЦК КПРС за доповідною запискою Лаврентія Берії прийняла постанову «Питання Білоруської РСР», за яким ЦК КПБ було рекомендовано обрати першим секретарем ЦК КПБ Михайла Зімяніна. Однак під час проведення в Мінську 25—27 червня 1953 року Пленуму ЦК КПБ, в Москві був арештований Берія, і Президія ЦК КПРС скасувала свою рекомендацію. Микола Патолічев знову був обраний першим секретарем ЦК КПБ.
У 1953—1956 роках — завідувач IV-го Європейського відділу Міністерства закордонних справ (МЗС) СРСР, член колегії МЗС СРСР.
З 21 січня 1956 до 3 січня 1958 року — надзвичайний і повноважний посол СРСР у В'єтнамі,
31 грудня 1957—1960 року — завідувач Далекосхідного відділу Міністерства закордонних справ (МЗС) СРСР, член колегії МЗС СРСР.
20 лютого 1960 — 8 квітня 1965 року — надзвичайний і повноважний посол СРСР у Чехословаччині.
У квітні — вересні 1965 року — заступник міністра закордонних справ СРСР.
У вересні 1965 — березні 1976 року — головний редактор центральної газети ЦК КПРС «Правда». З 1966 по 1976 рік — голова правління Спілки журналістів СРСР.
5 березня 1976 року на Пленумі ЦК КПРС обраний Секретарем ЦК КПРС, під керівництвом М. А. Суслова курував ідеологічні питання (наука, освіта, культура, спорт, ЗМІ та ін). У Секретаріаті ЦК КПРС змінив Демічева, призначеного у 1974 році Міністром культури СРСР.
28 січня 1987 року звільнений із посади секретаря ЦК КПРС і відправлений на пенсію.
Помер у 1995 році. Похований на Троєкурівському цвинтарі в Москві.

## Нагороди
- Герой Соціалістичної Праці (1974, за видатні досягнення в керівництві партійною пресою та редакцією газети «Правда» та у зв'язку з 60-річчям)
- п'ять орденів Леніна
- орден Вітчизняної війни I ступеня
- орден Червоного Прапора
- інші ордени
- медаль «Партизанові Великої Вітчизняної» І-го ст.
- медаль «За оборону Москви»
- медаль «За перемогу над Німеччиною у Великій Вітчизняній війні 1941—1945 років»
- медалі